# Coppa del mondo di marcia 2012
La Coppa del mondo di marcia 2012 (2012 IAAF World Race Walking Cup) si è svolta a Saransk in Russia nei giorni 12 e 13 maggio.
Ha visto la partecipazione di 61 paesi per un totale 449 atleti iscritti.

## Medagliati

### Uomini
| Specialità     | Oro               | Prestazione | Argento          | Prestazione | Bronzo            | Prestazione |
| 20 km          | Wang Zhen         | 1h19'13"    | Andrey Krivov    | 1h19'27"    | Vladimir Kanaykin | 1h19'43"    |
| 50 km          | Sergey Kirdyapkin | 3h38'08"    | Jared Tallent    | 3h40'32"    | Tianfeng Si       | 3h43'05"    |
| 10 km juniores | Éider Arévalo     | 41'17"      | Aleksandr Ivanov | 41'42"      | Jesús Vega        | 41'56"      |

### Donne
| Specialità     | Oro              | Prestazione | Argento          | Prestazione | Bronzo             | Prestazione |
| 20 km          | Elena Lashmanova | 1h27'38"    | Olga Kaniskina   | 1h28'33"    | María José Poves   | 1h29'10"    |
| 10 km juniores | Sandra Arenas    | 45'57"      | Alejandra Ortega | 46'00"      | Nadezhda Leontyeva | 46'02"      |